# Крэг, Джон

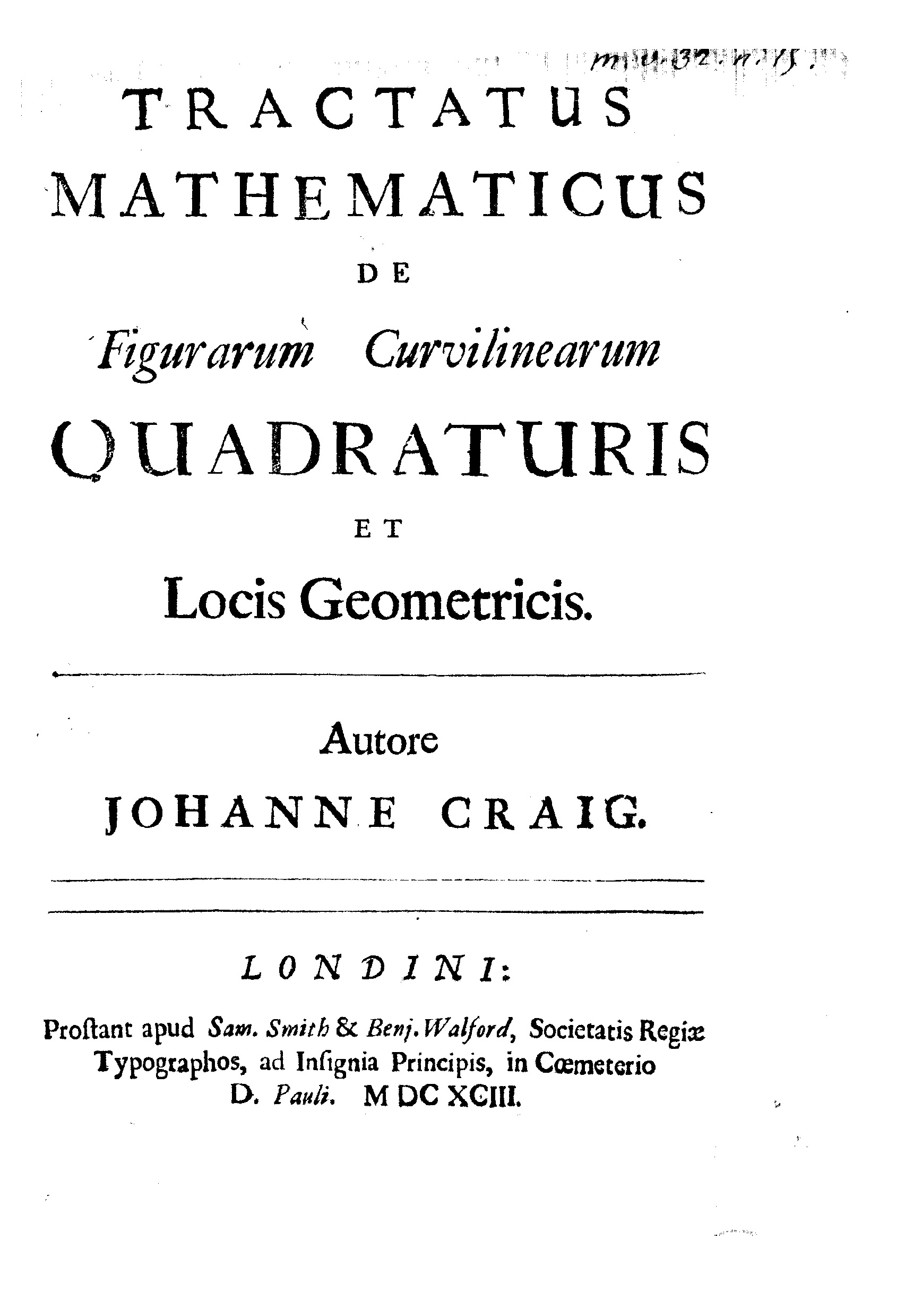
Tractatus mathematicus de figurarum curvilinearum quadraturis et locis geometricis, 1693

Джон Крэг (англ. John Craig; 1663, Дамфрис, Шотландское королевство — 11 октября 1731, Лондон, Великобритания) — шотландский математик и священник-теолог.
Родился в Шотландии, получил образование в Эдинбургском университете, затем переехал в Англию, где занял должность викарного священника Англиканской церкви, впоследствии стал пребендарием в Солсбери.
Ученик и друг Исаака Ньютона.
Своим сочинением о квадратуре кривых он познакомил с методой лейбницева изложения дифференциального и интегрального исчислений.
Многочисленные полемические отклики на работы Крэга побудили его опубликовать сочинение «Математические принципы христианской теологии» (Theologiæ Christianæ Principia Mathematica, 1699), подвергнувшееся критике ряда математиков и философов, в том числе - Даламбера.